# Songak-eup
Songak-eup (koreanska: 송악읍) är en köping i kommunen Dangjin i provinsen Södra Chungcheong i Sydkorea, 75 km sydväst om huvudstaden Seoul.